# 임세준 (1996년)
임세준(1996년 5월 4일 ~ )은 대한민국의 보이그룹 빅톤의 멤버이다.

## 학력
- 서울동명초등학교 (졸업)
- 성수공업고등학교 (졸업)

## 텔레비전 프로그램
- 인싸가 된 아싸짱-나일짱